# П'ять викрадених монахів
«П'ять викрадених монахів» — радянський дитячий фільм 1991 року, детективно-пригодницька комедія Ісаака Магітон за сценарієм Олександра Хмелька. Фільм став останньою режисерською роботою Магітона і одним з останніх дитячих фільмів СРСР. Знятий за мотивами повісті Юрія Коваля «П'ять викрадених монахів».

## Сюжет
Дія відбувається влітку 1991 року в Карманові — приморському портовому місті. У місті діє чимало злодіїв, у тому числі зграя «чорних ченців» — п'ятьох злодіїв, які вчиняють крадіжки в довгих чорних плащах з капюшонами. Їх пограбування магазину господарчих товарів, де вони викрадають партію алмазних склорізів, розслідує капітан Болдирєв і його підлеглі — старшина Тараканов і позаштатний співробітник Кармановської міліції Вася Куролєсов.
Тим часом відбувається ще одна крадіжка. На даху одного зі старих будинків в Зонточному провулку стоїть дерев'яний буфет, який служить голубником. У ньому живуть п'ять голубів рідкісної породи «монахи», що належать школяреві Кренделю. В один із днів, коли мешканці будинку допомагають застряглій в ліфті Бабусі Волк, голубів крадуть з буфету. Крендель, його друг Лопотухін (від імені якого і ведеться розповідь) і маленький Юрка починають пошук злодіїв. Підозра Райки Паукової, однієї з мешканок будинку, падає на нового мешканця Миколу Ехо, до якого час від часу заходять іноземці. Хлопці йдуть до Ехо, біля квартири якого знаходять перо голуба, однак виявляється, що мешканець ні при чому — він художник і крім авангардистських картин створює ще й незвичайні картини з пташиного пір'я. Реальним же Викрадачем є професійний злодій, який вкрав вже 250 голубів і вирішив, що після продажу «монахів» він переключиться на телевізори.
За порадою знайомого голуб'ятника хлопці шукають на ринку людину на прізвисько Шкіряний, який обстригає крадених голубів. Вони кажуть Шкіряному, що шукають «монахів». Здивувавшись, той приводить їх в таємний підвал, де вони виявляють не голубів, а зграю тих самих злодіїв-«ченців», ватажком яких є сам Шкіряний. Хлопцям вдається вирватися, але вони потрапляють в руки Тараканова і Куролєсова, які ведуть спостереження за Шкіряним. Зграю заарештовують, але Шкіряному вдається втекти з вкраденими склорізами, укладеними в голубиний садок. Він прямує до Викрадача, який виявляється його давнім знайомим. Там він помилково забирає садок з «монахами» і йде в лазню. Однак Юрка раніше засік Шкіряного і тепер в лазні його чекає засідка. Шкіряного заарештовують, а «монахи» вилітають на свободу.
Викрадач же йде продавати на ринок голубів. Коли Куролєсов пропонує купити їх, виявляється, що замість голубів в садку склорізи з алмазами. Викрадач тікає, клянучись собі, що зав'яже з крадіжками. Прибігши до лісу, він вже думає, що врятувався, проте зустрічає Куролєсова в шкурі ведмедя.
Тим часом, старий будинок, де живе Крендель і друзі, вирішено зносити. Але мешканці складають колективний лист і влаштовують мітинг, на якому пропонують вважати їх будинок єдиним в світі музеєм картин з пташиного пір'я. Бульдозерники, вражені мітингом, розвертаються і їдуть. А Микола Ехо і Райка Паукова зізнаються один одному у взаємній симпатії.

## У ролях
- Діма Мосолов —  Лопотухін
- Діма Бриль —  Крендель
- Микита Симановський —  Юрка
- Вадим Александров —  капітан Болдирєв
- Олександр Пятков —  старшина Тараканов
- Олександр Демидов —  Василь Куролєсов
- Анатолій Іванов —  злодій Моня Шкіряний
- Володимир Ніколенко —  викрадач голубів
- Тетяна Агафонова —  Райка Паукова
- Георгій Мілляр —  злодій Кощій
- Іван Агапов —  художник Микола Ехо
- Лідія Корольова —  бабуся Вовк
- Світлана Харлап —  тітка Паня
- Абессалом Лорія —  дядько Бичико
- Сергій Самсонов —  злодій
- Валентин Брилєєв —  злодій Жернов
- Віктор Махмутов —  злодій Ципочка
- В'ячеслав Горбунчиков —  злодій Сопеля
- Микола Парфьонов —  відвідувач тиру
- Геннадій Храпунков —  лисий відвідувач лазні
- В'ячеслав Войнаровський —  товстий відвідувач лазні
- Володимир Дубровський —  виконроб
- Сергій Шелгунов —  наперсточник
- Василь Кравцов — Мочалич

## Знімальна група
- Режисер — Ісаак Магітон
- Автор сценарію — Олександр Хмелько
- Оператор-постановник — Олег Кобзєв
- Композитор — Теодор Єфімов
- Художник-постановник — Олег Краморенко
- Монтаж — Людмила Дроздова
- Звукорежисер — Леонід Вейтков
- Текст пісні — Лариса Рубальська